# Trigona fulviventris
Trigona fulviventris är en biart som beskrevs av Guérin-Méneville 1845. Trigona fulviventris ingår i släktet Trigona, och tribuset gaddlösa bin. Inga underarter finns listade.

## Utseende
Ett tämligen litet bi med svart huvud och mellankropp, mörka ben och färgade vingar samt brunaktig bakkropp.

## Ekologi
Släktet Trigona tillhör de gaddlösa bina, ett tribus (Meliponini) av sociala bin som saknar fungerande gadd. De har dock kraftiga käkar, och kan bitas ordentligt. Boet byggs fritt, men arbetarna skyddar det aggressivt.
Arten har bland annat setts på barbascoarter inom ärtväxternas familj, på nattljusarter inom dunörtsväxternas familj, på oleanderväxter  samt på Rhynchanthera, ett släkte inom familjen medinillaväxter.

## Utbredning
Utbredningsområdet omfattar sydligaste Nordamerika till Centralamerika, från Mexiko över Guatemala, Belize, El Salvador, Honduras och Costa Rica till Panama.